# Centuriazione della Campania antica
La centuriazione della Campania antica è l'organizzazione agraria, attuata nel corso del I secolo a.C., dell'omonima regione. Il terreno veniva diviso in centurie, quadrati di circa 565-710 metri di lato, da ripartire in poderi destinati ai coloni, spesso legionari in congedo.

## Il territorio
Secondo Aniello Gentile il territorio sarebbe stato interessato dalla presenza di un'unica centuriazione. Tuttavia, in seguito a una serie di osservazioni aeree svoltesi dal 1981 al 1986 sull'antica Regio I Latium et Campania e su alcune zone appenniniche adiacenti, Gérard Chouquer e altri collaboratori pubblicarono nel 1987 un'opera, Structures agraires en Italie Centro-Méridionale. Cadastres et paysage ruraux, in cui elencarono 63 accatastamenti romani oltre ai 17 già rinvenuti nell'area esaminata, tra le quali:
1. Abellinum. Fu realizzata nell'età dei Gracchi o di Silla e misurava 496,72 metri ossia 14 actus.[3]
2. Ager Campanus I.[4] Fu realizzata nel 131 a.C., in seguito alla Lex Sempronia Agraria del 133 a.C., con Tiberio Gracco, Gaio Sempronio Gracco e Appio Claudio Pulcro triumviri agris iudicandis adsignandis,[5] e misurava 705 metri, ossia 20 actus.[3] Si estendeva da Casilinum (Capua) e Calatia (presso Maddaloni) a Marano di Napoli ed Afragola in direzione nord-sud e da Caivano a Villa Literno in direzione est-ovest, esclusa Acerra.[1]
3. Ager Campanus II.[4][6] Fu realizzata durante l'età di Silla e di Cesare (83-59 a.C.) e misurava 706 metri, ossia 20 actus.[4][7] Si estendeva dall'Ager Campanus I alle terre comprese tra i fiumi Clanio e Volturno, Calatia e in direzione di Cuma e di Liternum e le terre ad oriente di Atella e a sud del Clanio.[1]
4. Neapolis. Fu realizzata nell'età augustea e misurava 567,68 metri ossia 16 actus.[3]
5. Acerrae-Atella I.[4][8] Risalente all'età di Augusto, misurava circa 565 metri, ossia 16 actus.[1] Si estendeva da Acerra a Sant'Antimo in direzione est-ovest e da Orta di Atella a Secondigliano e Casoria in direzione nord-sud, esclusi Succivo e zone limitrofe verso ovest.[1]
6. Nola-Abella. Fu realizzata nell'età di Silla e misurava 706 metri ossia 20 actus.[3]
7. Atella II.[4][9] Risale al periodo successivo della centuriazione Ager Campanus II e probabilmente antecedente all'epoca di Augusto e misurava  710 metri, ossia 20 actus.[1] Si estendeva da Orta di Atella a piccole porzioni di Succivo, Sant'Arpino, Frattaminore e Caivano.[1]
8. Nola I. Fu realizzata in  un'epoca ignota e misurava 707 metri ossia 20 actus.[3]
9. Nola III.[4][10] Risale all'età di Vespasiano e misurava 707 metri, ossia 20 actus. Si estendeva da Acerra fino a Nola, Lauro, Sarno, San Marzano sul Sarno ed Ottaviano.[1]
10. Nola IV-Sarnum. Fu realizzata nell'età augustea e misurava 567,68 metri ossia 16 actus.[3]
11. Nuceria I. Fu realizzata forse nell'età augustea e misurava 710 metri ossia 20 actus.[3]
12. Nuceria II. Fu realizzata nell'età triumvirale o neroniana e misurava 708 metri ossia 20 actus.[3]
13. Beneventum I. Fu realizzata nell'età triumvirale e misurava 706 metri ossia 20 actus.[3]
14. Beneventum II. Fu realizzata nell'età augustea o posteriore e misurava 567,68/887 metri ossia 16/25 actus.[3]
15. Allifae II-Teanum II-Telesia II-Saticula. Misurava 701,3 metri ossia 20 actus.[3]
16. Cubulteria. Fu realizzata nel III o II secolo a.C. e misurava 425,76 metri ossia 12 actus.[3]